# Мори (Хоккайдо)
Мори (яп. 森町 Мори-мати) — посёлок в Японии, находящийся в уезде Каябе округа Осима губернаторства Хоккайдо. Площадь посёлка составляет 368,27 км², население — 17 162 человека (30 июня 2014), плотность населения — 46,60 чел./км².

## Географическое положение
Посёлок расположен на острове Хоккайдо в губернаторстве Хоккайдо. С ним граничат город Хокуто и посёлки Нанаэ, Якумо, Ассабу, Сикабе.

## Население
Население посёлка составляет 17 162 человека (30 июня 2014), а плотность — 46,60 чел./км². Изменение численности населения с 1980 по 2005 годы:
| 1980 | 23 467 чел. |  |
| 1985 | 23 017 чел. |  |
| 1990 | 22 142 чел. |  |
| 1995 | 21 006 чел. |  |
| 2000 | 20 233 чел. |  |
| 2005 | 19 149 чел. |  |

## Символика
Деревом посёлка считается каштан, цветком — цветок сакуры, птицей — сизая чайка.